# Andrew Richardson (actor)
Andrew Richardson es un actor de cine y televisión británico nacido en Canadá, conocido por aparecer en series como Sweetbitter (2018), Instinct (2018), The Last O.G. (2020), y A Call to Spy (2020).

## Primeros años
Nacido en Canadá, de padre inglés y madre estadounidense, fue criado en una granja en Sunderland, Inglaterra. Su abuelo fue ingeniero en la Marina Real británica durante la Segunda Guerra Mundial. Inicialmente entrenado para ser un bailarín de ballet, inició danzando en la Royal Opera House de Londres, y más tarde se unió a la prestigiosa academia de teratro Royal Shakespeare Company, en dónde comenzó a practicar el teatro. 
Posee triple nacionalidad con Reino Unido, en dónde creció, y de dónde es su padre, con Canadá, por su lugar de nacimiento, y con Estados Unidos, de dónde es su madre.
Luego de alternar entre el teatro y la danza por varios años, deja su hogar en Inglaterra para irse a estudiar actuación en los Estados Unidos, entrando al Interlochen Center for the Arts en Míchigan, y a la Universidad Carnegie Mellon en Pensilvania. Poco después de graduarse filmó su primera película, A Call to Spy, cinta filmada en Budapest y Filadelfia sobre la Segunda Guerra Mundial, dirigida por Lydia Dean Pilcher.

## Filmografía
| Año  | Título                          | Personaje          | Notas |
| ---- | ------------------------------- | ------------------ | ----- |
| 2014 | Caster's Blog a Geek Love Story | Raymond Caster     | Corto |
| 2014 | Robyn Hood                      | Goblin 2           |       |
| 2018 | Instinct                        | Conductor          |       |
| 2018 | Sweetbitter                     | Hombre             |       |
| 2019 | A Call to Spy                   | Alfonse            |       |
| 2020 | The Last Original Gangster      | Ryan               |       |
| 2020 | Triage                          | Kieran Westcott    |       |
| 2021 | Killer Among Us                 | Vince              |       |
| 2021 | La isla de la fantasía          | Reginald Coldwater |       |
| 2022 | The Independent                 | Kevin Conrad       |       |
| 2023 | Daughter of the Bride           | Josh               |       |
| 2023 | Un futuro desafiante            | David Alper        |       |
| 2023 | Martin Eden                     | Martin Eden        |       |